# 照镜子的女人
《照镜子的女人》（法語： La Femme au miroir) 是提香的一幅布面油画，绘制于1515 年，现藏于巴黎卢浮宫。
提香在这一时期的许多作品中都描绘了这个画中的模特，包括现藏于佛罗伦萨 乌菲兹美术馆的《花神》、现藏于慕尼黑的《虚荣》、现藏于罗马 多利亚·潘菲利美术馆的《莎乐美》  、现藏于维也纳的《维奥兰特》和《黑衣年轻女子》 、现藏于 博尔盖塞美术馆的《神圣的爱与世俗的爱》，以及现藏于维也纳艺术史博物馆的《塔克文和卢克丽霞》。
这幅画由曼托瓦的贡扎加家族收藏，后由英王查理一世收购。查理被处决后，由法王路易十四买下，用于凡尔赛宫。
这部作品有许多版本，质量与原版相当，但尺寸较小，包括巴塞罗那的加泰罗尼亚国家艺术博物馆 、布拉格城堡的画廊以及华盛顿的国家美术馆。